# مذبحة سبتمبر
مذابح سبتمبر  كانت موجة من عنف العصابات الذي استولى على باريس في أواخر صيف 1792، أثناء الثورة الفرنسية. ولم تهدأ حتى كان نزلاء السجن قد أُعدِم نصفهم: فنحو 1,200 سجين مزنوقين، وفيهم نساء وصبيان. العنف المفاجئ، وخصوصاً ضد الكنيسة الكاثوليكية، سيستمر في أرجاء فرنسا طوال العقد التالي.

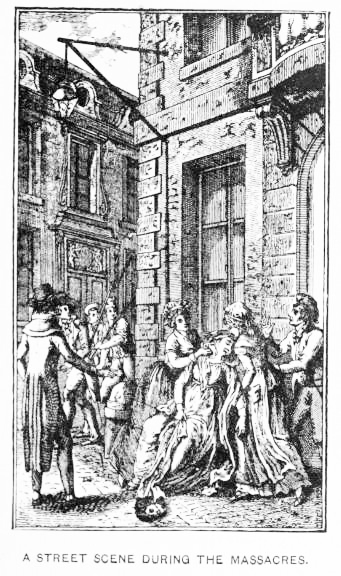
مذابح سبتمبر

## الخلفية

### الغزو الأجنبي
لقد كانت فترة عصيبة للثورة، فالمهاجرون (الذين تركوا فرنسا بسبب الثورة) كانوا قد جمعوا بحلول عام 1791 عشرين ألف فرقة في كوبلنز Coblenz وراحوا يتقدمون مع منجديهم لتقديم العون. واستجاب فريدريك وليم الثاني Frederick William II فـي بروسيا لأنه وجد إمكانية انتهاز الفرصة لتوسيع مملكته على طول الراين Rhine ، ويوزف الثاني، الإمبراطور الروماني المقدس قد يكون السبب الوجيه بالنسبة له لخوض حرب ضد فرنسا هو مساعدة أخته لكن شعبه أيضا كان في حالة ثورة، وما لبث أن مات ولم يكن أخوه ليوبولد الثاني Leopold الذي خلفه على عرش الإمبراطورية في سنة 1790 ميالاً للحرب، ومع هذا فقد أصدر هو وملك بروسيا «إعلان پيلنتس Pillnitz» التحذيري في 27 أغسطس سنة 1791 دعيا فيه حكام أوروبا الآخرين للانضمام إليهما في جهودهما ليعيدوا إلى فرنسا «الشكل الملكي لحكومتها لتكون مرة أخرى متمشية مع ما للملوك من حقوق ولتحسين أوضاع الأمة الفرنسية وازدهارها».
ومن الغريب أن نقول إن كلا من أنصار الملكية وأنصار الجمهورية كانوا يفضلون الحرب، فمملكة فرنسا طالما حثت إخوتها على القدوم لإنقاذها، وكان الملك قد طلب صراحة من حكام پروسيا وروسيا وإسبانيا والسويد والإمبراطورية الثنائية (النمسا المجر) جمع قوات مسلحة لإعادة السلطان الملكي إلى ملك فرنسا. وفي 7 فبراير سنة 1792 وقعت النمسا وپروسيا حلفا عسكريا ضد فرنسا، فقد كانت النمسا في توق شديد للاستيلاء على الفلاندر Flanders ، وكانت پروسيا لا تقل عنها توقاً للاستيلاء على الألزاس Alsace.
وفي أول مارس توفي ليوپولد الثاني وخلفه ابنه فرانسيس الثاني Francis الذي كان متلهفاً لخوض الحرب بسبب تفويضه بخوضها، ولرغبته في تحقيق مجد شخصي. أما في فرنسا فقد كان لافاييت Lafayette يحبذ الحرب على أمل أن يكون هو القائد العام للقوات المسلحة الفرنسية وبذا يكون في وضع يمكنه من السيطرة على الجمعية والملك معا. أما الجنرال دومورييه Dumouriez وزير الشئون الخارجية فكان أيضا يفضل الحرب على أمل أن ترحب الأراضي المنخفضة (نذرلاند Netherlands) به باعتباره محررا لها من النمسا وقد تكافئه بتاج صغير، ولم يكن هناك حديث عن التجنيد الإلزامي لكن الفلاحين والبروليتاريا قبلوا الحرب باعتبارها شرا لا بد منه فإن عاد المهاجرون بلا عوائق فإن هذا قد يؤدي إلى عودة الظلم الذي كان سائداً في ظل الحكم القديم Old Regime وربما كانت عودتهم مصحوبة بالرغبة في الانتقام. وكان الجيرونديون يفضلون الحرب لأنهم توقعوا أن تهاجم النمسا وبروسيا معا فرنسا وبالتالي فإن الهجوم المضاد من قبل فرنسا هو خير طريق للدفاع. وعارض روبسپيير الحرب خوفا من إراقة دم البروليتاريا الذي لن يحصد ثمنه سوى الطبقة الوسطى، ورد عليه بريسو Brissot قائلا «لقد أتى الوقت المناسب لحرب جديدة حرب لتحقيق الحرية للعالم». وفي 20 أبريل سنة 1792 أعلنت الجمعية التشريعية (ولم يعترض سوى سبعة) الحرب على النمسا وحدها أملاً في فك حلف الدولتين المتحالفتين ضد فرنسا. وهكذا بدأت الحرب الثورية والنابليونية التي استمرت ثلاثة وعشرين عاما. وفي 26 أبريل ألف روجيه ده ليل Rouget de Lisle في ستراسبورگ النشيد الوطني الفرنسي (المارسييز The Marseillaise).
لكن الجيرونديين لم يكونوا قد حسبوا حساب أوضاع الجيش الفرنسي، فقد كان عدد أفراده في الجبهة الشرقية 100.000 رجل يواجهون 54.000 مقاتل نمساوي، لكن كان على رأس هذه القوات الفرنسية رجال تمرغوا في نعيم الحكم القديم Old Regime (العهد البائد)، فعندما أمر الجنرال دومورييه Dumouriez هؤلاء الضباط بقيادة جنودهم لخوض الحرب أجابوا بأن هؤلاء المتطوعين الغفل (غير المدربين) ليسوا مستعدين لخوض القتال ضد قوات مدربه، فأسلحتهم وتنظيمهم لا يؤهلانهم لذلك. ومع هذا فعندما تكرر صدور الأمر بالتقدم تخلى عدد من الضباط عن مناصبهم، واتخذت ثلاثة أفواج من الخيالة طريقها إلى العدو (لتكون في جانبه).
وأرسل لافاييت Lafayette للحاكم النمساوي في بروكسل Brussels عرضا بأن يقود حرسه الوطني إلى باريس ويعيد الصلاحيات للملك الفرنسي، إذا وافقت النمسا على عدم دخول الأراضي الفرنسية ولم ينتج عن اقتراح لافاييت هذا شيء سوى ما حدث بعد ذلك من اتهامه - أي لافاييت - بالخيانة (في 20 أغسطس 1792) وهروبه إلى العدو.
ووصلت الأمور إلى حد الأزمة عندما أرسلت الجمعية التشريعية لوزارة الجيرونديين المسيطرة طالبة توقيع الملك للموافقة على إنشاء معسكرات دفاعية مسلحة حول باريس ووقف الرواتب الحكومية للقسس والراهبات الذين لم يؤدوا اليمين للدستور. وفي قرار عجول غاضب لم يرفض الملك التوقيع فحسب بل وطرد الوزراء كلهم فيما عدا دومورييه Dumouriez الذي سرعان ما تخلى عن قيادة قوات الثورة على الجبهة البلجيكية. وعندما تناقل الناس في باريس أخبار هذا الاعتراض الملكي فسروا الأمر على أنه علامة على أن لويس كان يتوقع وصول جيش من الفرنسيين أو الأجانب إلى باريس في وقت قريب لوضع نهاية للثورة. فجرى وضع خطط غير متأنية لإخلاء العاصمة وتكوين جيش ثوري جديد في الجانب الأبعد للوار of the Loire ، ونشر الجيرونديون في أنحاء باريس الدعوة إلى مظاهرات جماهيرية حاشدة أمام قصر التوليري Tuileries .
وعلى هذا ففي 20 يونية سنة 1792 تجمعت الجموع المستثارة رجالا ونساء وطنيين منفعلين وغوغاء ومغامرين من الأتباع المتحمسين لروبيسبير، وبريسو، ومارا، وشقت هذه الجموع طريقها عنوة إلى ساحة قصر التوليري Tuileries وهي تصيح ساخرة مصرة على رؤية " السيد فيتو ومدام فيتو Monsieur et Madame Veto أي رؤية الملك والملكة اللذين اعترضا ((Veto). وأمر الملك حرسه بإدخال عدد منهم، فتم إدخال خمسين شخصا وهم يلوحون بأسلحتهم المختلفة، وجلس لويس إزاء المنضدة وسمع التماسهم بسحب اعتراضاته، فأجاب أنه لا هذا المكان ولا هذه الظروف تسمح بالبت في هذه الأمور المعقدة، وظل طوال ساعات ثلاث يصغي إلى حجج وطلبات وتهديدات، وصاح واحد من الثوار قائلاً: "إنني أطالب بالتصديق على مرسوم ضد القسس.. إما أن تصدق وإما ستموت!" ووجه آخر سيفه تجاه لويس الذي ظل ثابتا بشكل واضح ولم يتحرك، وقدم له بعضهم غطاء رأس أحمر red cap فوضعه الملك بسرور فوق رأسه، فصاح هؤلاء "الغزاة": تحيا الأمة! تحيا الحرية ! وأخيراً "يحيا الملك". وغادر الملتمسون وذكروا أنهم أعطوا الملك درساً مفزعاً، وانسلت الجموع عائدة إلى المدينة مرهقة لكنها غير راضية، وتم فرض مرسوم على الإكليروس (رجال الدين) الذين لم يقسموا يمين الولاء للدستور الجديد رغم الاعتراضات، لكن الجمعية التشريعية رغبة منها في ألا تبدو متعاطفة مع التمرد الجماهيري الآنف ذكره استقبلت الملك استقبالاً حماسيا عندما أتى بناء على دعوتها لتلقي عهدها باستمرار الولاء.
ولم يستطب الراديكاليون هذا التوافق الرسمي بين البرجوازية والملكية، فقد كانوا يشكون في إخلاص الملك وامتعضوا لاستعداد الجمعية التشريعية إيقاف الثورة الآن لأن الطبقة الوسطى قد ضمنت مكاسبها الاقتصادية والسياسية.

الاستيلاء على التويلري في 10 أغسطس 1792 بريشة جان دوپلسي-برتو، متحف قصر ڤرساي.

وتحول روبسپيير ومارا تدريجيا إلى نادي اليعاقبة تاركين مشاعرهم البورجوازية متعاطفين مع الجماهير العريضة. وتحركت البروليتاريا في المدن الصناعية لتتعاون مع عمال باريس. وعندما طلبت الجمعية التشريعية من كل دائرة (محافظة) من الدوائر إرسال فصيل من حرسها الوطني، ليشارك في الاحتفال بالذكرى السنوية الثالثة لسقوط الباستيل، تم اختيار هؤلاء الممثلين الفدراليين Féderes في غالبهم من قبل بلديات المدن (الكومونات) ممن يفضلون السياسات الراديكالية. وكان هناك فوج ثوري على نحو خاص مكون من 516 جندياً، وهو ذلك الفوج الذي خرج من مارســيليا في 5 يوليــو، وكان يطالب بعزل الملك، وراح هذا الفوج في أثناء مسيرته عبر فرنسا ينشد النشيد الجديد الذي وضعه روج دى ليسل Rouget de Lisle وقد أخذ هذا النشيد اسمه نسبة إلى أهل مارسيليا وهو أمر لم يكن مقصوداً عند تأليف النشيد الذي أصبح اسمه المارسييز (The Marseilaise).
ووصل فوج مارسيليا وعدد آخر من أفواج الممثلين الفدراليين (الفيدير Féderes) إلى باريس بعد 14 يوليو لكن كومون باريس طلب منهم تأخير عو دتهم إلى ديارهم فقد تتطلب مجريات الأمور وجودهم. وكان يسيطر على كومون باريس - وهو المكتب المركزي الذي يضم ممثلين من ثمانية وأربعين حيا Sections هي أحياء المدينة - زعماء راديكاليون - وكان يوما بعد يوم يحول الموظفين في دار البلدية إلى تشكيل حكومي لحكم المدينة، فجعل من دار البلدية تشكيلا حكوميا.

وفي 28 يوليو ارتعدت المدينة خوفا وغضبا عندما علمت بالبيان الرسمي الذي أصدره من كوبلنز دوق برونسفيك Duke of Brunswick:

عهد إليّ صاحبي الجلالة الإمبراطور وملك بروسيا بقيادة قواتهما المسلحة الموحدة التي جرى حشدها على حدود فرنسا. إنني راغب في أن أعلن لسكان هذه المملكة (فرنسا) الدوافع الكامنة وراء تصميم هذين العاهلين والأغراض التي يضعانها نصب عيونهما.
بعد الافتئات الصارخ على حقوق الأمراء الألمان في الألزاس-لورين Alsace Loraine والإطاحة بنظام طيب وحكومة شرعية في داخل المملكة (فرنسا).... فإن أولئك الذين اغتصبوا صلاحيات الحكومة قد وصل بهم الأمر في النهاية إلى إعلان حرب غير عادلة على جلالة الإمبراطور وهاجموا محافظاته (مديرياته أو دوائره) في الأراضي المنخفضة....
وبالإضافة إلى هذه المصالح المهمة لا بد أن نضيف أمراً آخر مهما يسبب القلق... وأعني به ضرورة وضع نهاية لهذا الحكم الفوضوي في داخل فرنسا لوقف الاعتداء على العرش والمذبح Altar (المقصود الكنيسة)... ولنعيد.... للملك أمنه وحريته اللذين سُلِبَهما ولجعله يمارس مرة أخرى سلطته الشرعية. واقتناعا منا بأن العقلاء في الأمة ا لفرنسية يمقتون الزمرة النزاعة للشقاق التي تسيطر عليها وأن أغلب الفرنسيين يتطلع بصبر نافد إلى الوقت الذي يستطيعون فيه أن يعلنوا صراحة أنهم ضد المشروعات البغيضة التي يخطط لها أعداؤهم، فإن صاحب الجلالة الإمبراطور وصاحب الجلالة ملك بروسيا يدعوانهم إلى العودة بدون توانٍ إلى طريق العقل والعدل والسلام. وبناءً عليه فإنني أنا.... أعلن:
1- أن..... العاهلين المتحالفين ليس من هدفٍ لهما سوى ازدهار فرنسا، وهما - العاهلان المتحالفان - لا يبغيان الإثراء من وراء فتح البلاد الأخرى....
7- كل من يجسر من سكان المدن والقرى على الدفاع ضد قوا ت صاحب الجلالة الإمبراطور وصاحب الجلالة الملك أو يطلق النار عليها.... سيعاقب على الفور وفقاً لأشد قوانين الحرب صرامة وسيتم تدمير بيته......
8- سيكون مطلوبا من مدينة باريس ـ وكل سكانها ـ أن تذعن فوراً وبلا إبطاء للملك.... والعاهلان المتحالفان يعلنان... أنه إذا تم اقتحام قصر التوليري أو مهاجمته أو جرى تعريض الملك والملكة والأسرة المالكة لأي إزعاج، وإذا لم يتم ضمان أمنهم على الفور، فسيتعرض أهل باريس لانتقام لا ينسى على مدى الدهر إذ سيتم إعدام أهلها على وفق القانون العسكري وسيتم تدميرها تماما.....
لكل هذه الأسباب فإنني أدعو وأحض بإلحاح سكان المملكة كلهم ألا يواجهوا تحركات القوات التي أقودها ولا عملياتها بل الأدعى أن يتيحوا لها مرورا آمنا وأن يساعدوها... بالنوايا الصادقة كلها.
كتب في مركز القيادة في كوبلنز Coblenz في 25 يوليو سنة 1792.
شارلز وليم فرديناند
دوق برونسفيك-لونبرگ

وكانت الفقرة الثامنة الكئيبة (ربما قدمها للدوق المعروف بدماثته أحد المهاجرين الحاقدين _ التاركين فرنسا بسبب أحداث الثورة) مثار تحد للجمعية التشريعية والكومون (حكومة باريس) ولأهل باريس، فإما أن يبطلوا الثورة أو يقاوموا الغزاة بالوسائل كلها ومهما كانت التكاليف. وفي 29 يوليو خطب ر وبيسبير في نادي اليعاقبة مطالبا - تحدّياً لدوق برونسفيك Brunswick - بسرعة الإطاحة بالملكية وتأسيس الجمهورية بإتاحة حق التصويت لجميع الرجال. وفي 30 يوليو انضم الممثلون الفدراليون القادمون من مارسيليا إلى وفود من دوائر (محافظات) أخرى لتقديم العون لعزل الملك. وفي 4 أغسطس وما تلاه أرسلت أحياء باريس، الحي إثر الحي Section مذكرات للجمعية التشريعية تفيد أنهم لم يعودوا يعترفون بالملك، وفي 6 أغسطس تم تقديم ملتمس لأعضاء الجمعية بضرورة عزل لويس عن العرش، لكن الجمعية التشريعية لم تتخذ إجراء ما، وفي 9 أغسطس نشر مارا Marat مناشدة للشعب يطالبه باجتياح قصر التويلري Tuileries والقبض على الملك وأسرته والموظفين الملكيين الكبار كلهم باعتبارهم «خونة لا بد أن تضحي بهم الأمة أولا لتحقيق رفاهية الجماهير» وفي تلك الليلة قام الكومون (المجلس البلدي أو حكومة باريس) وكذلك مسئولو الأحياء بدق ناقوس الخطر لدعوة الجماهير إلى التجمع حول قصر التوليري في صباح اليوم التالي.
وحضر بعض الجماهير مبكرا جدا في الساعة الثالثة صباحا، وقبل الساعة السابعة كان خمسة وعشرون حيا (قسما) قد أرسلت العدد الذي سبق تحديده لها من الرجال المسلحين بالبنادقيات (المسكت) والر ماح والسيوف، وأتى بعضهم بمدافع وانضم إليهم 800 من الممثلين الفدراليين Fédérés وسرعان ما وصل عدد المحتشدين إلى تسعة آلاف، وكان يدافع عن القصر تسعمائه سويسري ومائتين من الحراس الآخرين، ورغبة من لويس في تهدئة الهياج فإنه قاد أسرته من الغرف الملكية إلى مسرح القصر حيث كانت الجمعية التشريعية في دورة انعقاد مضطربة، وقال الملك: «لقد أتيت إلى هنا لأمنع جريمة كبرى».
وسمح للمتمردين بدخول ساحة القصر، وعند بداية الدرج المؤدي إلى غرف النوم الملكية منع الحرس السويسري المتمردين من التقدم إلا أن الجماهير الحاشدة ضغطت، فأطلق السويسريون النار فقتلوا أكثر من مائة رجل وامرأة، فأرسل الملك أوامره إلى الحرس السويسري بوقف إطلاق النار والانسحاب، فنفذوا الأوامر لكن المحتشدين وعلى رأسهم الممثلون الفدراليون لمارسيليا اجتاحوهم وتم ذبح معظم أفراد هذا الحرس السويسري كما جرى القبض على كثيرين منهم تم اقتيادهم إلى دار البلدية حيث أعدموا.
وجرى ذبح الخدم - بمن فيهم العاملون في المطبخ - في مهرجان دموي مجنون. وأنشد أهل مرسيليا نشيد المرسييز بمصاحبة عزف على البيانو القيثاري (الهاربسكورد) الخاص بالملكة، واستراحت العاهرات اللائي اعتراهن التعب فوق سرير الملكة، وأحرق المتمردون الأثاث وأراقوا النبيذ، وبالقرب من ساحة الفروسية أشعل الجمهور السعيد النار في تسعمائة مبنى وأطلقوا النار على رجال الإطفاء الذين أتوا لإخماد النيران. واستعرض بعض المنتصرين بأعلامهم التي صنعوها من السترات الحمراء لأفراد الحرس السويسري المقتول - وبذلك كانت هذه أول حالة معروفة لاستخدام العلم الأحمر رمزاً للثورة .
وحاولت الجمعية التشريعية إنقاذ الأسرة المالكة، لكن مقتل عدد من أعضائها على أيدي الجماهير الغازية، أقنع الباقين بتسليم اللاجئين إليها من الأسرة المالكة لكومون باريس ليكونوا تحت تصرفه، فجرى التحفظ عليهم بعناية تحت حراسة صارمة في المعبد the Temple - وهو دير قديم حصين لجماعة الفرسان الداويين (رهبان وجنود في الوقت نفسه) واستسلم لويس بلا مقاومة حزينا على زوجته التي وخط الشيب - الآن - مفرقها، وعلى ابنه المريض، وراح ينتظر النهاية بصبر.

## المـذبـحـة - من 2 إلى 6 سبتمبر 1792
يعود الهياج العاطفي الذي بلغ ذروته في 2 سبتمبر في بعض أصوله البعيدة التي أعطته حرارته إلى الصراع المتزايد بين الدين والدولة والجهود التي بذلت لإحلال عبادة الدولة بديلاً للدين أو بتعبير آخر إزاحة الدين لتكون عبادة الدولة عوضاً عنه.
وكانت الجمعية التشريعية قد قبلت الكاثوليكية ديناً رسمياً، وتعهدت بدفع رواتب للقسس كموظفي الدولة، لكن الراديكاليين الذين كانت لهم السيادة في كمون باريس لم يجدوا سببا لتمويل الحكومة أفكاراً يعتبرونها من خرافات الشرق (يقصدون المسيحية) طالما تحالفت مع الإقطاع والملكية. ووجدت وجهات نظر هؤلاء الراديكاليين قبولاً في النوادي كما وجدت قبولاً آخر الأمر في الجمعية التشريعية. وكان نتيجة ذلك سلسلة من الإجراءات جعلت العداوة بين الكنيسة والدولة تمثل تهديدا متكررا للثورة.
فبعد ساعات قليلة من عزل الملك عن عرشه أرسل كمون باريس إلى الأحياء المختلفة فيها Sections قائمة بالقسس المشكوك في أهدافهم والمشكوك في أن لديهم مشاعر معادية للثورة، وكان عدد كبير منهم - كما يفهم - قد أرسلوا إلى السجون المختلفة لذا فقد كانوا ضحية أساسية في أثناء المذبحة.
وفي 11 أغسطس أنهت الجمعية التشريعية أي إشراف للكنيسة على التعليم، وفي 12 أغسطس منع الكومون ارتداء الثياب الكنسية علناً، وفي 18 أغسطس جددت الجمعية التشريعية هذا الأمر بإصدار مرسوم لمنع ارتداء هذه الملابس الدينية على مستوى فرنسا كلها، وحلت التنظيمات الدينية الباقية كلها، وفي 28 أغسطس دعت لترحيل كل القسس الذين لم يقسموا يمين الولاء للدستور المدني للإكليروس على أن يمنحوا مهلة أسبوعين لمغادرة فرنسا، وبالفعل فقد هرب 25,000 قسيس إلى بلاد أخرى وراحوا يساندون هناك دعايات المهاجرين (الذين تركوا فرنسا بسبب وقائع الثورة)، ولأن الإكليروس كانوا حتى الآن يحتفظون بسجلات المواليد وحالات الزواج والوفيات في الدوائر المختلفة، فقد كان على الجمعية أن تنقل هذه المهمة إلى سلطات علمانية (غير إكليريكية). ولأن معظم السكان كان يؤمن بارتباط حالات الولادة والزواج والوفيات بطقوس دينية، فإن محاولة استبعاد هذه الطقوس القديمة قد وسعت الخرق (الثغرة) بين إيمان الناس من ناحية، وعلمانية الدولة من ناحية أخرى. وقد اتفق الكوميون واليعاقبة والجيرونديون والجبليون Montagnards) بالمعنى السياسي السابق الإشارة إليه) على أنهم يأملون أن يكون الإخلاص للجمهورية الشابة سيصبح هو دين الشعب، فستحل مبادئ: الحرية والمساواة والإخاء محل الآب والابن والروح القدس وأن تعزيز هذا الثالوث الجديد يمكن أن يكون هو الهدف المهيمن للنظام الاجتماعي والمعيار النهائي للأخلاق.
وأجل الافتتاح الرسمي للجمهورية الجديدة إلى 22 سبتمبر أول يوم من العام الجديد. وفي هذه الأثناء التمس بعض المستقبليين المتطلعين من الجمعية أن تمنح الجمعية لقب «مواطن فرنسي» لكل الفلاسفة غير الفرنسيين الذين أيدوا بشجاعة قضية الحرية فاستحقوا عن جدارة «رضا البشرية» وذلك كإيماءة إلى أحلامهم في تحقيق الديمقراطية العالمية. وفي 26 أغسطس استجابت الجمعية فأعطت المواطنة الفرنسية لكل من جوسف پريستلي وجرمي بنثام Jeremy Bentham، ووليام ولبرفورس William Wilberforce وأناكارسيس كلوتس Anachasis Cloots ويوهان پستالوتشي وثاديوس كاوشيسكو Thaddeus Kosciusko وفريدريش شيلر وجورج واشنطن، وتوماس پين وجيمس ماديسون وألكسندر هاملتون. وقدم ألكسندر فون همبولت إلى فرنسا، وكان من بين ما قاله: «لقد أتيت إلى فرنسا لأتنسّم نسيم الحرية ولأعاون في طعن الحكم المطلق الاستبدادي» وبدا أن الدين الجديد ينشر فروعه بمجرد وضع جذوره.

## تتابع الأحداث

### 2 سبتمبر

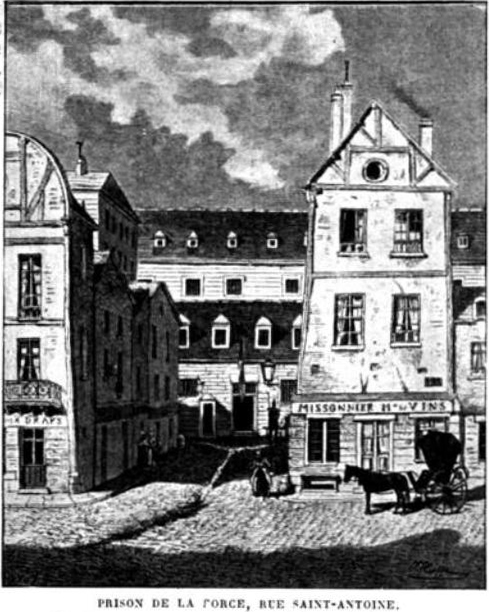
سجن لا فورس.

وفي 2 سبتمبر ارتدت فرنسا أبهى حللها (وكأنها في يوم أحد (Sunday Clothes وعبرت عن ولائها (للدين الجديد) بطرق مختلفة، فقد تجمع الشباب ومن هم في منتصف العمر في نقاط التجنيد ليتطوعوا للخدمة في الجيش، وراحت النسوة يخطن لهم عباءات تدفئهم، ويعددن الضمادات لمن قد يصاب بجروح منهم في المعارك، وأقبل الرجال والنساء والأطفال إلى مراكز أحيائهم لتقديم الأسلحة والجواهر والنقود لإنفاقها لأغراض الحرب. وتبنت الأمهات الأطفال الذين يعولهم جنود أو ممرضات سيغادرون إلى جبهة القتال، وذهب بعض الرجال إلى السجون لقتل القسس وغيرهم من أعداء العقيدة الجديدة.
ومنذ إعلان الدوق برونسفيك Brunswick (في 25 يوليو سنة 1792) كان القادة الثوريون يعملون كرجال يميلون إلى العمل عندما تكون حياتهم مهددة. ففي 11 أغسطس أرسل أعضاء اللجنة العامة في دار البلدية ملاحظة غريبة إلى أنطوني سانتير Antonie Santerre الذي كان وقتئذ هو القائد العسكري لقوات أحياء باريس: "لقد علمنا أن خطة توضع للمرور على سجون باريس لنقل السجناء كلهم لتنفيذ حكم العدالة فورا فيهم. إننا نرجوك أن يشمل إشرافك الحصون الصغيرة والبوابات وقوات الشرطة "- والمقصود مراكز الحجز الثلاثة الرئيسية في باريس. ولا ندري كيف فسر سانتير Santerre هذه الرسالة، ففي 14 أغسطس عينت الجمعية أعضاء "محكمة استثنائية " لمحاكمة أعداء الثورة كلهم لكن ما ورد في المرسوم كان أقل بكثير من أن يرضي مارا Marat، ففي جريدته "صديق الشعب" في عددها الصادر في 19 أغسطس قال لقرائه: "إن أفضل طريق ننهجه وأحكمه هو أن نذهب مسلحين إلى الأباى Abbaye (الكلمة تعني الدير، وقد استخدم كسجن فالمقصود إذن هو التوجه لهذا السجن) لنجرجر الخونة خاصة الضباط السويسريين [من أفراد الحرس الملكي] وشركاءهم ونعمل السيف في رقابهم فما أغبى أن نحاكمهم !" وانجرافا مع هذا الحماس جعل الكومون من مارا Marat المحرر الرسمي لنشراته وجعل له مكانا في غرفة اجتماعاته وضمه إلى لجنة الرقابة التابعة له (للكومون).

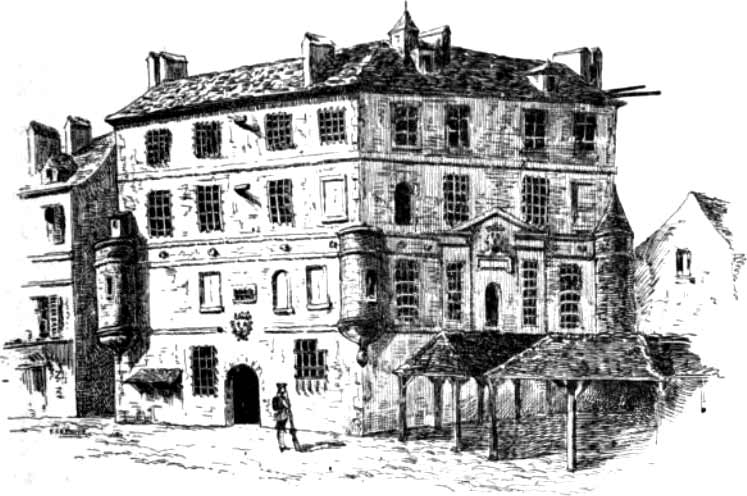
سجن أباي.

وإذا أصاخت الجماهير السمع إلى مارا Marat وأطاعته بكل طاقاتها فما ذلك إلا لأنها كانت بدورها مرتجفة مرعوبة ممتلئة كرها وخوفا. وفي 19 أغسطس عبر البروس الحدود بقيادة الملك فريدريك وليام الثاني Frederick William ودوق برونسفيك Brunswick بصحبة قوات صغيرة من المهاجرين (الفرنسيين الذين تركوا فرنسا بسبب أحداث الثورة) الذين يطالبون بالانتقام من الثوار. وفي 23 أغسطس استولى الغزاة على حصن لونجواى Longway ، وكان هناك ادعاء أن ذلك ما كان ليحدث لولا ضلوع ضباط الحصن الأرستقراطيين في هذا الأمر. وفي 2 سبتمبر وصلوا إلى فيردو Verdun ووصل إلى باريس خبر مبتسر (قبل الأوان) بسقوط هذا الحصن المنيع في الصباح لكنه في الحقيقة لم يسقط إلا بعد الظهر، والآن لقد أصبح الطريق إلى باريس مفتوحا للعدو فلم يكن هناك أي جيش فرنسي في هذا الطريق لإيقافه، وبدت العاصمة تحت رحمة الغزاة وتوقع الدوق برنسفيك Brunswick أن يتناول عشاءه بعد قليل في باريس.

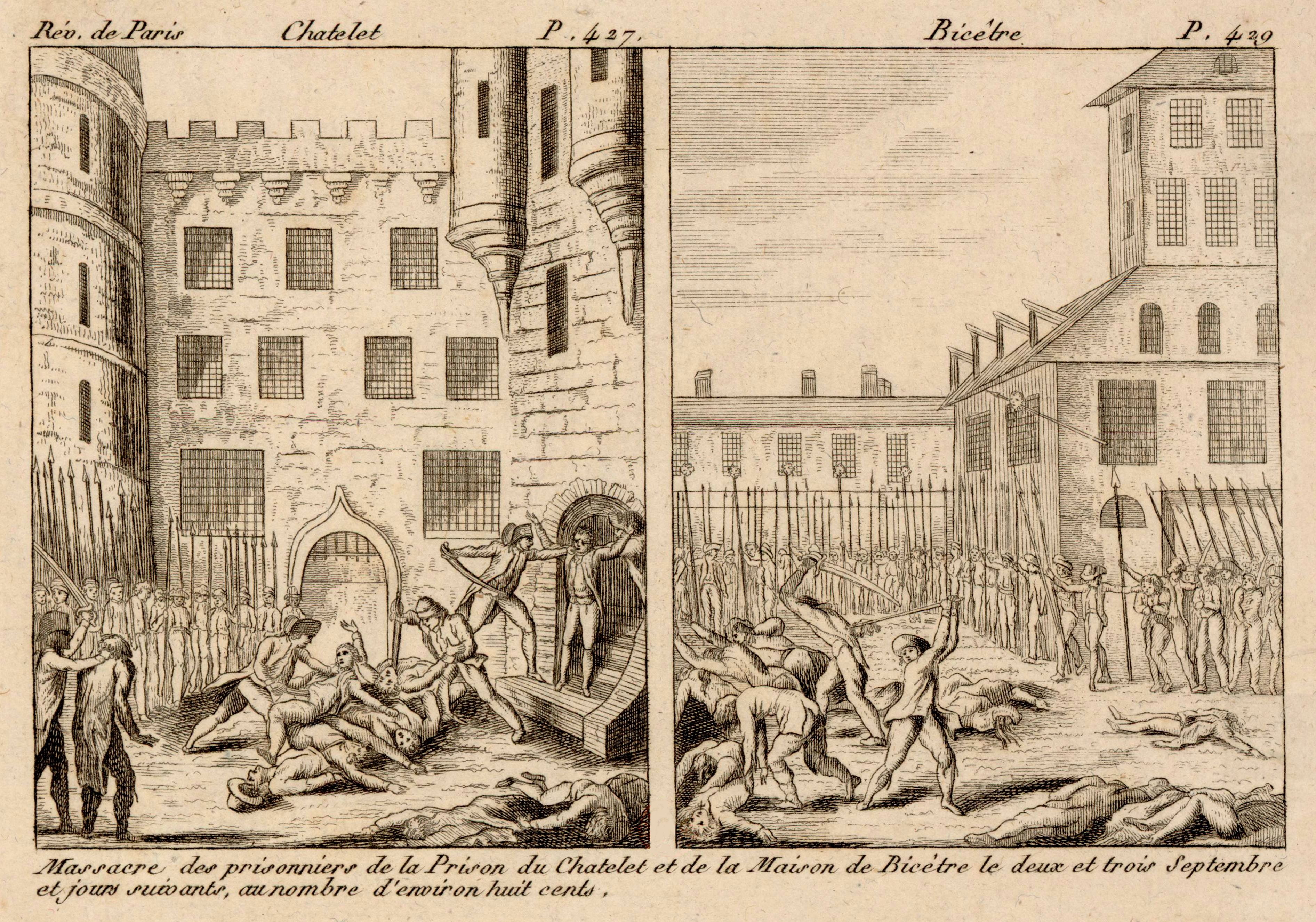
مذبحة شاتليه.

وفي هذه الأثناء اندلعت ثورة مضادة (ثورة على الثورة) في المناطق النائية في فرنسا مثل الفيندى Vendee` والدوفيني Dauphine`، وكانت باريس نفسها تضم آلاف البشر المتعاطفين مع الملك المخلوع؛ ومنذ أول سبتمبر كانت توزع نشرة تحذر من مؤامرة لإطلاق سراح السجناء وقتلهم على يد الثوريين. ودعت الجمعية والكومون كل الرجال القادرين للالتحاق بالجيش لملاقاة قوات العدو المتقدمة، لكن كيف يستطيع هؤلاء الرجال أن يخرجوا للقتال تاركين نساءهم وأطفالهم تحت رحمة الملكيين والقسس ومعتادي الإجرام ممن هم في سجون باريس، فقد يتمكنون من الخروج بأعداد كبيرة؟ فصوتت بعض أحياء باريس على حل مؤداة ضرورة قتل كل القسس والأشخاص المشكوك في ولائهم للثورة قبل خروج المتطوعين لقتال العدو.
وفي الساعة الثانية بعد ظهر يوم الأحد الموافق 2 سبتمبر اقتربت ست عربات حاملة القسس الذين لم يؤدوا يمين الولاء للدستور الجديد من سجن أباى Abbaye (الكلمة تعنى دير، ذلك أن هذا السجن كان في أصله ديرا)، فصاحت بهم الجموع مستهزئة وقفز رجل من الجموع إلى سلم العربة فضربه قس بعصا فسبت الجموع القس وتزاحمت وتضاعف عددها وراحت تهاجم السجناء عند توقف العربات عند البوابة بل وانضم حراس السجناء إلى المهاجمين، فتم قتل ثلاثين سجينا، واندفعت الحشود - منتشية بمنظر الدماء ونشوة القتل غير المنسوب إلى أحد بعينه - إلى مبنى دير الكرمل وقتلوا القسس المحتجزين هناك، وفي المساء، بعد قضاء فترة راحة، كانت الحشود قد تزايد عددها الآن فانضم إليها كثير من المجرمين وغلاظ الأكباد وجنود الأفواج الفدرالية القادمة من مارسيليا وأڤينيون وبريتاني وعادوا إلى أباى Abbaye (الكلمة تعني ديرا لكن المقصود سجن يحمل هذا الاسم لأنه كان في الأصل ديرا) وأجبروا السجناء كلهم على الخروج والجلوس لسماع الحكم عليهم، وأسلموا الغالبية العظمى منهم، - أي سويسري أو قس أو ملكي أو أي شخص كان في خدمة الملك أو الملكة - إلى رجال متعطشين لقتلهم، فقتلوهم بالسيوف والسكاكين والرماح والهراوات.
وفي البداية كان القتلة مثاليين فكانوا يكتفون بالقتل ولا يسرقون المقتولين فقد كانوا يجردون الضحايا من مقتنياتهم القيمة لنقلها إلى السلطات الثورية في الكمون لكن في آخر الأمر راح هؤلاء القتلة الذين اعتراهم التعب يحتفظون من قتلاهم بتذكارات، وكان كل قاتل يتلقى ستة فرنكات في اليوم لقاء عمله بالإضافة إلى ثلاث وجبات وكل ما يريده من النبيذ، وأظهر بعضهم شيئا مـن الرحمة فهنأوا أولئك الذين تمت تبرئتهم واستضافوا المميزين منهم في بيوتهم، وكان بعضهم متوحشا قاسيا فأطالوا من معاناة المتهمين بتعريضهم للسخرية أمام المشاهدين، وقام واحد من المتحمسين بعد أن نزع السيف من صدر الجنرال لالو General Laleu بدس يده في الجرح وانتزع القلب ووضعه في فمه كما لو كان يريد أن يأكله - وهي عادة كانت شائعة وفي وقت من الأوقات في أيام الهجمية-.
وكان كل قاتل، عندما يعترية التعب يأخذ قسطا من الراحة ويتجرع خمرا ثم يواصل عمله حتى تم القضاء في أمر سجناء الأباى كلهم The Abbaye إما إلى الموت وإما إلى الأمان.

### 3 سبتمبر

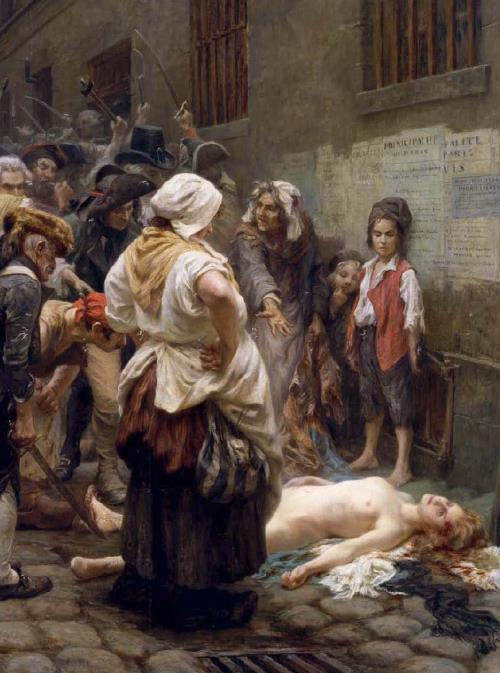
مذبحة الأميرة لامبال.

وفي 3 سبتمبر انتقل الجلادون (منفذو القتل) والقضاة إلى سجون أخرى - سجن ثكنات الشرطة La Force وسجن البوابة Conciergerie. حيث استمرت المذبحة في ضحايا جدد وبجلادين جدد.
وهنا كانت توجد سيدة مشهورة، إنها الأميرة دى لامبال de Lamballe التي كانت ذات يوم ثرية ورائعة الجمال وكانت محبوبة لمارى أنطوانيت Marie Antoinette وأثيرة لديها، وكانت قد اشتركت في مؤامرة لإنقاذ الأسرة الملكية. إنها الآن في الثالثة والأربعين من عمرها عندما قطعت رأسها وبترت أطرافها ونزع قلبها من جسدها وأكله الجمهوريون المتحمسون، ورفعوا رأسها على رمح ولوحوا به عارضين إياه من نافذة زنزانة الملكة في سجن المعبد (The Temple).

### 4 سبتمبر: نهاية المذابح في باريس
وفي 4 سبتمبر تحرك القتلة إلى سجون تور سان برنار Tour St.- Bernard، وسان فيرمان St.-Firmin والحصن الصغير the Chalelet سجن مخزن ملح البارود the Salpetriere وهناك كانت النسوة الشابات يخيرن بين إتيانهن أو قتلهن، فكن يؤتين. وكان من بين نزلاء سجن بيستر Bicetre ملجأ للمجانين والمختلين علقيا تتراوح أعمارهم بين سبعة عشر عاما وتسعة عشر عاما، وعددهم ثلاثة وأربعون شابا أنزلهم - في غالبهم - آباؤهم في هذا المكان لتلقى العلاج، وقد قتلهم الثوار جميعاً.
واستمرت المذبحة يومين آخرين في باريس حتى وصل عدد الضحايا بين 1,247 و 1,368، وانقسم الناس في الحكم على الأحداث : فالكاثوليك والملكيون اعتراهم رعب شديد لكن الثوريين حاجّوا بأنه كان لا بد من هذه الاستجابة العنيفة بسبب تهديدات برونسفيك Brunswick ولضرورات الحرب، واستقبل بيتيو Petion رئيس بلدية باريس الجديد الجلادين كوطنيين بذلوا جهدا كبيرا وأنعشهم بتقديم النبيذ لهم . وأرسلت الجمعية التشريعية بعض الأعضاء إلى سجن الإباى (سجن الدير) Abbaye ليوصوا بالتزام القانون وعادوا ليقرروا أن المذبحة لا يمكن إيقافها، وأخيرا وافق زعماء الجمعية - من الجيرونديين والجبليين (Montagnards) ـ أن هذا الاتجاه الأكثر أمنا واحتياطا (المذبحة) أصبح محل موافقة. وأرسل كميون باريس ممثلين عنه للمشاركة في منح الحصانة للقضاة، وكان بيلو-ڤارِن - Billaud Varenne المحامي المندوب عن الكوميون ممن شهدوا ما حدث في سجن أباى Abbaye وقد هنأ القتلة: «إنكم مواطنون زملاء، إنكم تدمرون أعداءكم، إنكم تؤدون واجبكم» وبارك مارا Marat بفخر العملية برمتها. وعند محاكمة شارلوت كورداى Charlotte Corday بعد ذلك بعام، سئلت: «لماذا قتلت مارا؟» فأجابت «لأنه كان هو السبب في مذبحة سبتمبر» ولما طالبوها بالدليل أجابت: «ليس لدي دليل، إنه رأي فرنسا كلها».

### مذابح 9 سبتمبر في ڤرساي
في 9 سبتمبر ، تم نقل قافلة مكونة من 52 سجينًا من سجن أورليانز بقيادة مرسيليا والحراس الوطنيين الباريسيين بقيادة كلود فورنييه-ليتيتير "Fournier l'Américain"، عبر فرساي ، في طريقها إلى باريس حيث يتم الحكم عليها.
و ينتظرهم حشد عدواني عند مفترق الطرق المعروف باسم Quatre-Borne99 .
و على الرغم من معارضة تشارلز جان ماري ألكوير ، رئيس المحكمة الجنائية في سين إت وايز وياسنس ريتشود ، عمدة فرساي ، تحدث مذبحة كبيرة. فقد قام الحشد بإعدام أربعة وأربعين من هؤلاء السجناء ، بما في ذلك لويس هرقل تيموليون دي كوس-بريساك ، القائد العام للحرس الدستوري للملك لويس السادس عشر ، كلود أنطوان دي فالديك دي ليسارت ، وزير الداخلية السابق ثم الشؤون الخارجية في عام 1791، تشارلز كزافييه دي فرانكيفيل دابانكورت ، وزير الحرب في 1792، جان أرنو دي كاستيلان ، الكونت أسقف جيفودان. هذا وقد تمكن ثمانية سجناء فقط من الفرار بينما علقت رؤوس المذبوحين من السجناء الآخرين على أبواب القلعة.
كان دور كلود فورنييه الأمريكي في هذه المجزرة غامضاً إلى حد ما وكان يشتبه في أنه شارك في المذبحة. ومع ذلك ، يبدو أنه تم فصل السجناء عن مرافقتهم من قبل الحشد ، ولم يكن فورنييه بجانبهم عندما ماتوا. ويشتبه في أنه حذر أعضاء اللجنة الإشرافية لزيارته ذلك اليوم. وبحسب ما ورد أرسلت اللجنة زمرة من الجزارين إلى مكان الحادث. يبدو أن دانتون نفسه تم إبلاغه مسبقًا من قبل Alquier بالحزمة التي يتم إعدادها. أغلق دانتون ، صديق فورنييه ، عينيه.
الوجود في مباني Alquier و Richaud يكثر في هذا الاتجاه. كما يشتبه في سرقة أمتعة السجناء. وقيل إن فرانسوا هيرون ، عضو اللجنة الأمنية العامة ، سرق مجوهرات السجناء. في نفس المساء ، ذهب الرجال إلى اسطبلات الملكة ، التي أصبحت سجن فرساي ، حيث قتلوا 13 سجينًا.

## الملاحقات والمحاكمات
وعندما طلب من دانتون Danton أن يوقف المذبحة هز كتفيه: "سيكون هذا مستحيلاً ثم أردف معللا" ثم لماذا نوقفها؟ هل أزعج نفسي بسبب هؤلاء الملكيين والقسس الذين كانوا لا ينتظرون سوى اقتراب الأجانب الغزاة لذبحنا؟... لا بد أن نرعب أعداءنا." ومع هذا فقد سحب دانتون سراً أكثر من واحد من أصدقائه وأخرجهم من السجون، بل إنه أخرج حتى بعض أعدائه الشخصيين. وعندما اعترض عضو من زملاء دانتون في المجلس التنفيذي على عمليات القتل، قال له دانتون: "إجلس، فهذا أمر ضروري". وعندما سأله شاب: "كيف تستطيع أن تساعد ما يسمى إرهابا؟" أجابه: "إنك أصغر من أن تفهم هذه الامور... انه لا بد أن يفيض نهر الدم بين أهل باريس والمهاجرين (الذين تركوا فرنسا بسبب أحداث الثورة)".
فقد كان يعتبر أن أهل باريس قد أصبحوا الآن عاهدوا الثورة، وأن المتطوعين للحرب الذين كانوا يغادرون لملاقاة الغزاة يعرفون الآن أنهم لن يرحمهم العدو إن هم استسلموا، إنهم سيحاربون دفاعا عن حياتهم بكل ما في الكلمة من معنى.
وكان يوم 2 سبتمبر أيضا هو اليوم الذي صوتت الجمعية التشريعية للدعوة إلى انتخاب عام لمؤتمر وطني Convention لتضع دستورا جديدا يتلاءم مع ظروف فرنسا الجديدة ومع متطلبات الحرب، ذلك لأن الجمعية أحست أن مسيرة الأحداث قد أحدثت دمارا في الدستور الحالي الذي جرى اختيار أعضائها لتنفيذه، ولأنه منذ دعي الفلاحون والبرولتياريا والبورجوازية - على سواء - للدفاع عن وطنهم فقد بدا من غير المقبول أن أيا مهما كان سواء أَكان دافع ضرائب أم لا يحق منعه من حق الانتخاب (إبعاده عن صناديق الاقتراع).
وهكذا حقق روبسپيير أول انتصار كبير له، فالمؤتمر الوطني الذي سيلعب فيه دورا كبيرا جرى انتخابه من الراشدين الرجال كلهم أي أنه كان انتخابا عاماً.
وفي 20 سبتمبر أنهت الجمعية التشريعية دورتها الأخيرة ولم يكن أعضاؤها يعلمون أنه في اليوم نفسه التقى الجيش الفرنسي بقيادة دومورييه Dumouriez وفرنسوا-كريستوف كلرمان Francois-Christophe Kellermann بالجيوش المحترفة البروسية والنمساوية بقيادة دوق برونزڤيك Brunswick ، عند قرية يقال لها ڤالمي Valmey بين ڤردو Verdun وپاريس، وأن الجيش الفرنسي أرغم أعداءه على الانسحاب - لقد كان نصرا مؤثرا حتى إن ملك بروسيا أمر قواته المهاجمة بعد المعركة بالتراجع وتخلى عن فردو Verdun ولونگواي Longway وترك الحدود الفرنسية. أما فريدريك وليام الثاني Frederick William فلم يكن يتحمل الإزعاج الذي تسببه له فرنسا البعيدة الآن فقد كان يتنافس مع جارتيه، روسيا والنمسا للاستيلاء على أكبر جزء عند تقسيم بولندا، وأكثر من هذا فقد كان جنوده يعانون من الإسهال الذي أصابهم نتيجة تناولهم أعناب شامبين Champagne .
وكان حاضرا في هذه المعركة جوته Goethe ضمن العاملين مع دوق زاكسه-ڤايمار Saxe-Weimar فقال (كما أخبرت) ملاحظة شهيرة: «منذ الآن ومن هذا المكان تبدأ مرحلة جديدة في تاريخ العالم».